# Antisacerdotalisme
Het antisacerdotalisme (sacerdotium = geestelijke stand) was een schismatieke stroming die zich verzette tegen het onderscheid tussen leken en clerici binnen de hiërarchie van de Katholieke Kerk.

## Voorbeelden van christelijk antisacerdotalisme
- Waldenzen
- Albigenzen
- Tanchelisme
- Protestantisme
- de regel van Chrodegang